# Hautes-Pyrénées
Hautes-Pyrénées (IPA: [ˌotpiʁeˈne]; gascogne-iül: Nauts Pirenèus vagy Hauts Pirenèus, spanyolul: Altos Pirineos) a 83 eredeti département egyike, amelyeket a francia forradalom alatt 1790. március 4-én hoztak létre.

## Földrajz

Domborzati térkép

Franciaország déli részén terül el, Okcitánia régió része. A megyét keletről Haute-Garonne, nyugatról Pyrénées-Atlantiques, északról pedig Gers megyék határolják, déli irányban Spanyolországgal határos. 
Északon sík, középen dombos, déli részén pedig a Pireneusok hegyei húzódnak.
Folyói az Adour, Arrats, Baïse, Gave de Pau, Garonne, Gers, Save.

## Települések
A megye jelentősebb települései és lakosságuk száma 2011-ben:

| Település            | Népesség |
| -------------------- | -------- |
| Tarbes               | 42 888   |
| Lourdes              | 14 282   |
| Bagnères-de-Bigorre  | 8 047    |
| Lannemezan           | 5 817    |
| Vic-en-Bigorre       | 5 280    |
| Argelès-Gazost       | 3 208    |
| Maubourguet          | 2 462    |
| Rabastens-de-Bigorre | 1 439    |
| Luz-Saint-Sauveur    | 1 001    |

## Galéria

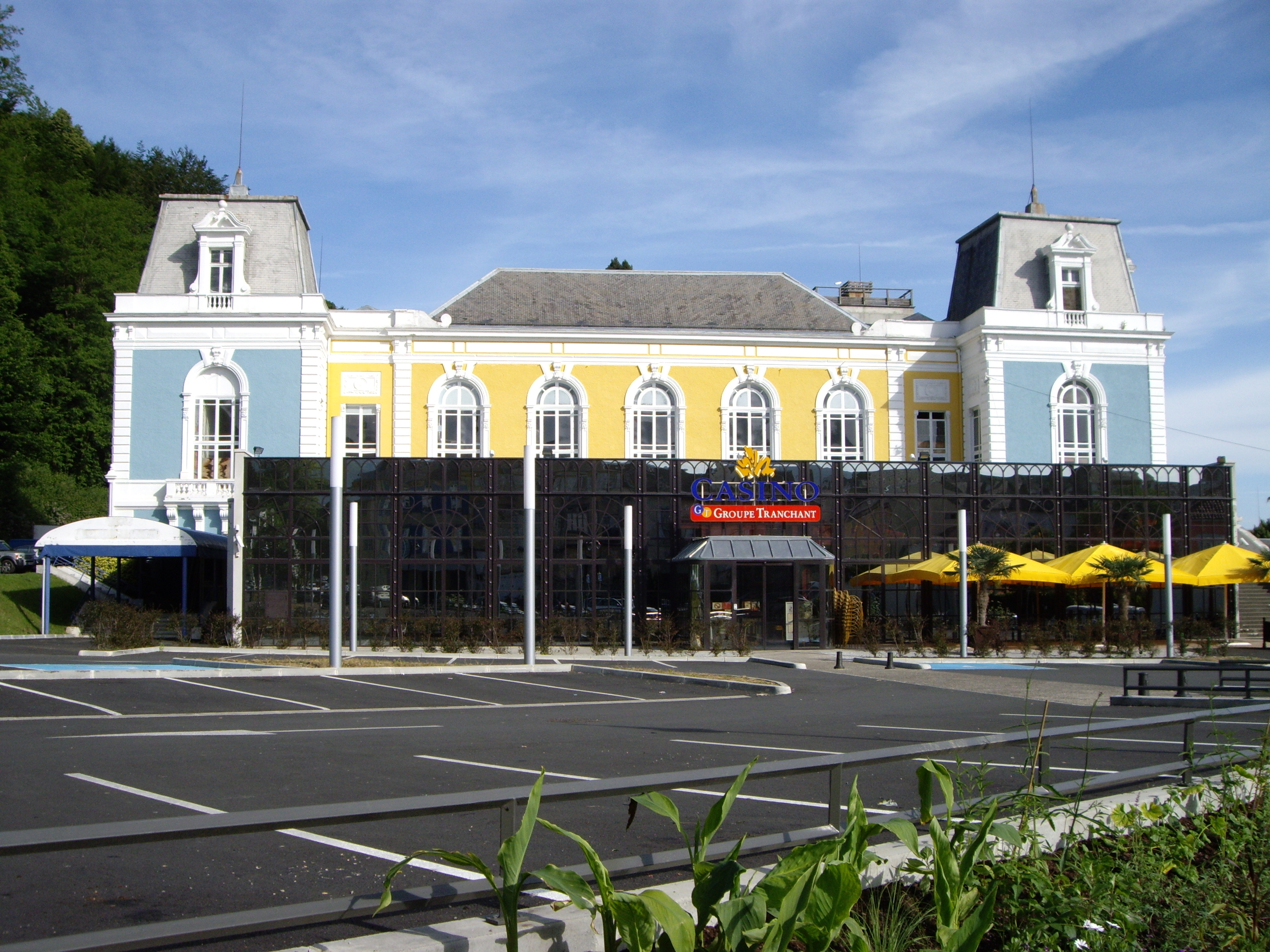
Bagnères-de-Bigorre
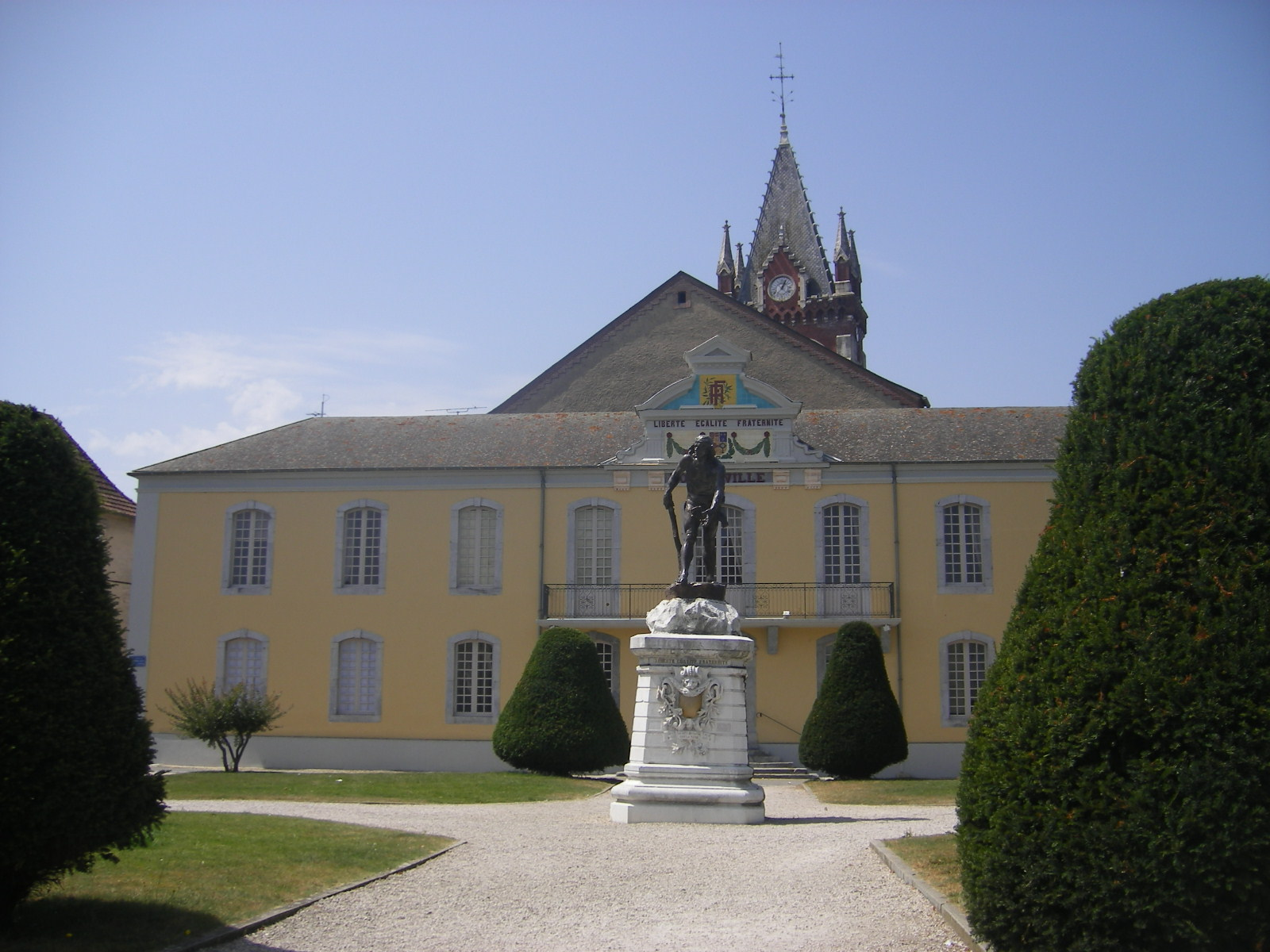
Vic-en-Bigorre
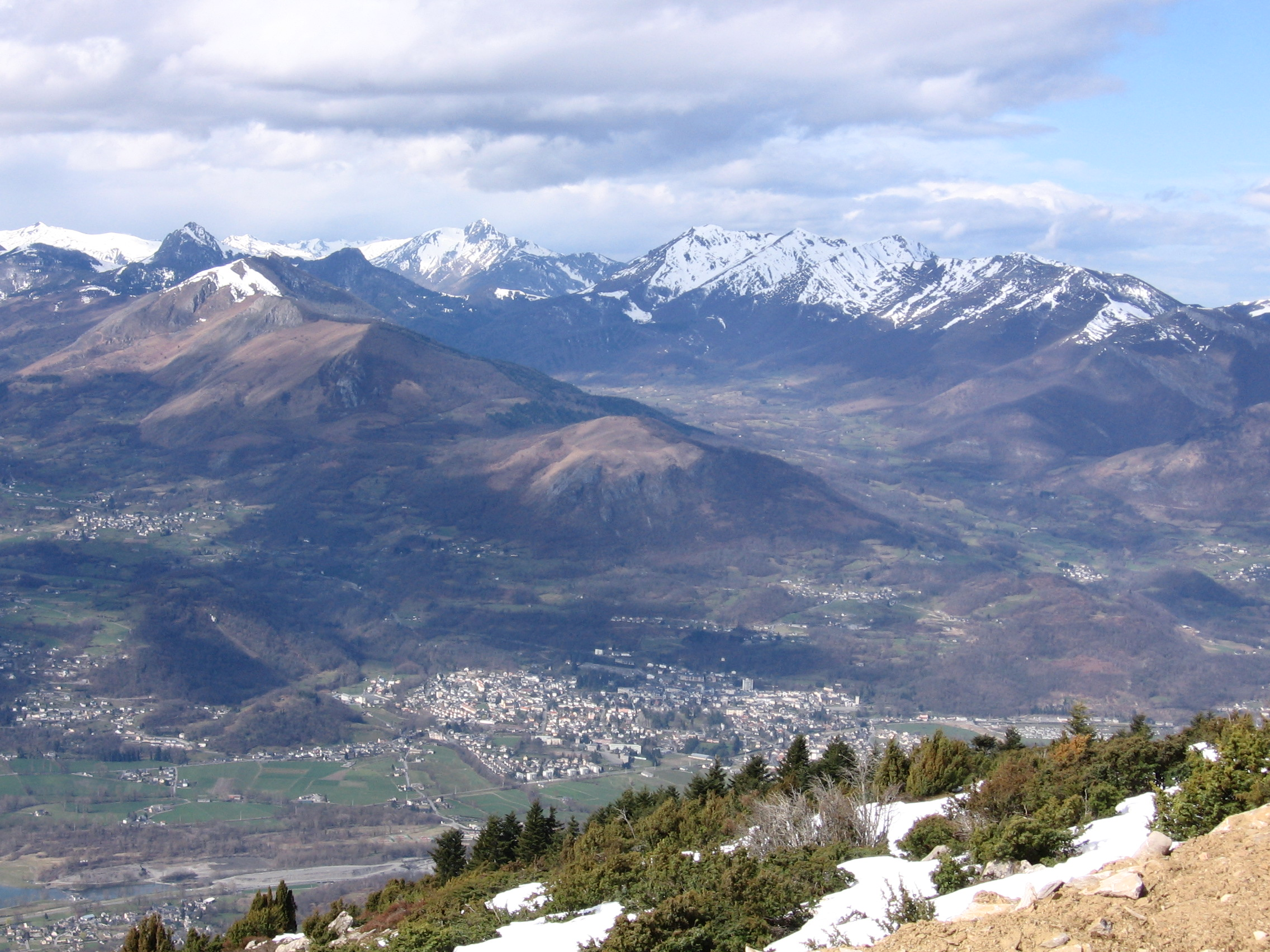
Argelès-Gazost